# Kunduz
Kondoz vagy Kunduz város Afganisztán északi részén, Kunduz tartomány fővárosa. 
2015-ben a város lakossága a becsült adatok szerint 268 893 fő volt, ezzel Afganisztán 7. legnagyobb városa, és Északkelet-Afganisztán legnagyobb városa volt. 

## Fekvése
A történelmi tokharisztáni Baktria régióban található, közel a Kunduz és a Khanabad folyók találkozásához.

## Nevének eredete
Kondoz vagy Qhunduz neve a perzsa a kohan dež szóösszetételből származik, mely régi/ősi erőd jelentésű. 

## Története
Kunduz helyén az i.sz. 3. században az ősi Drapsaka város állt, mely a buddhista tanulás központja és virágzó település volt.
A várost eleinte Walwalij vagy Varvarliz néven nevezték, a mai Kuhandiz nevet pedig a Timurid időktől kezdték használni.
A 18. és a 19. században ez volt a fővárosa egy néha független, néha önálló üzbég - tadzsik khánságnak, mely a britek és oroszok közötti Nagy játék része volt. A kánságot végül 1859-ben Afganisztán pusztította el. A 20. század elején száz-kétszázezer tádzsik és üzbég menekült el hazájából orosz Vörös Hadsereg  hódítása elől, és Észak-Afganisztánban telepedett le. 
A 20. század elején a Sher Khan Nasher irányítása alatti Kunduz az egyik leggazdagabb afgán tartomány lett, elsősorban annak köszönhetően, hogy Nasher megalapította a Spinzar Cotton Company-t, amely ma is létezik a háború utáni Afganisztánban.
Kunduz ma az ország legfontosabb mezőgazdasági tartománya, amely búzát, rizst, kölest és más termékeket termel, ezáltal az "ország kaptárának" is nevezik.